# Orçamento participativo

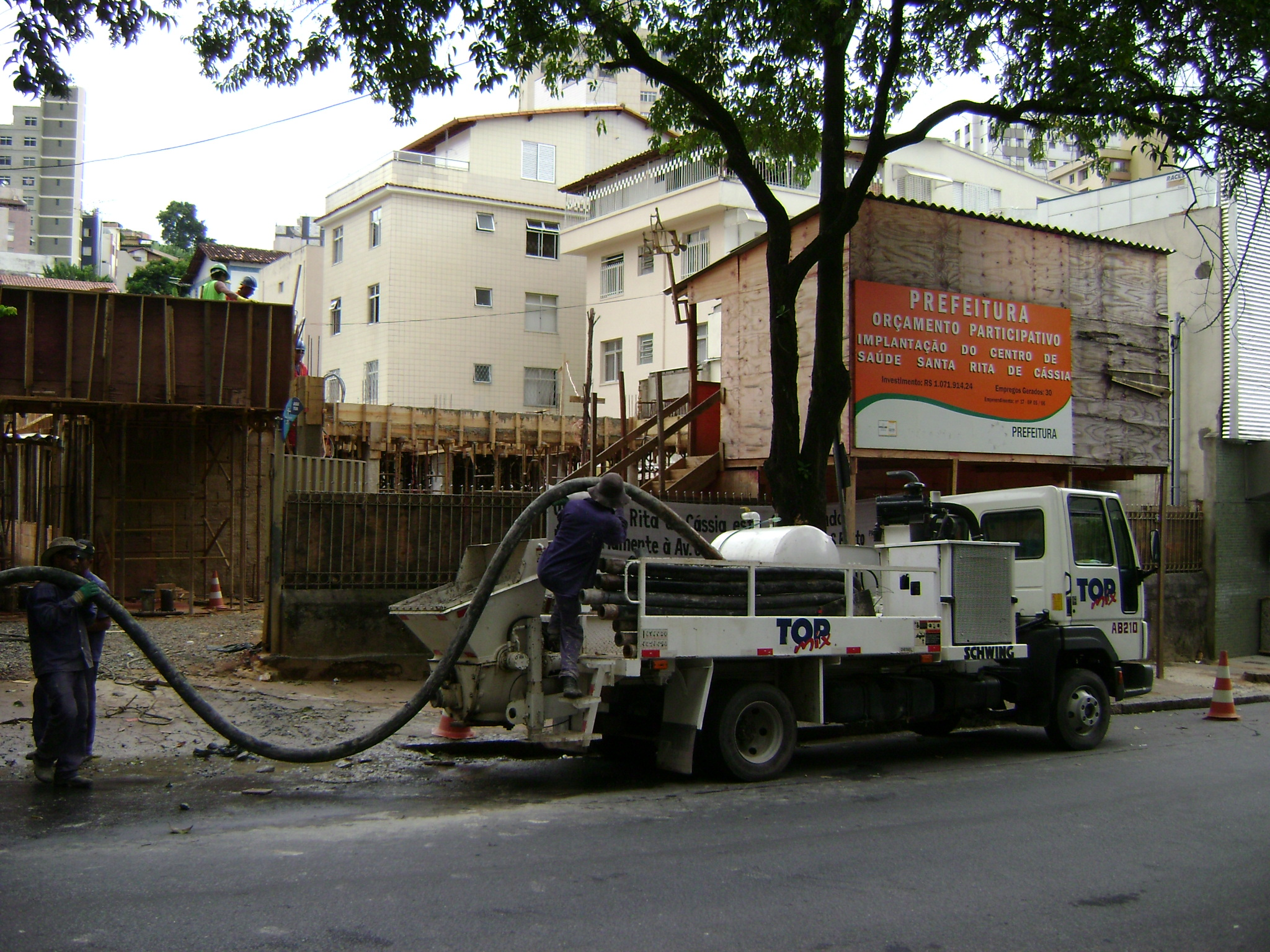
Um centro de saúde sendo implantado com auxílio do orçamento participativo, em Belo Horizonte.

Orçamento Participativo (OP) é um mecanismo governamental de democracia participativa que permite aos cidadãos influenciar ou decidir sobre os orçamentos públicos, geralmente o orçamento de investimentos de prefeituras municipais, através de processos da participação da comunidade. Esses processos costumam contar com assembleias abertas e periódicas e etapas de negociação direta com o governo. No Orçamento  Participativo retira-se poder de uma elite burocrática repassando-o diretamente para a sociedade. Com isso a sociedade civil passa a ocupar espaços que antes lhe eram "furtados".
No processo de Orçamento Participativo, o governo consulta a população, a partir de reuniões abertas à sociedade, sobre as suas demandas prioritárias e o que incluir na Lei Orçamentária Anual. Sob esse aspecto, a definição do orçamento tem sido um exercício de participação de toda a comunidade. Essa forma de implementação do orçamento foi adotada por alguns governos municipais a partir de meados da década de 1980. Geralmente, não há dispositivos legais que obriguem esse tipo de elaboração do orçamento. As reuniões, conduzidas pela própria Administração Municipal, são feitas em várias regiões do município. A comunidade elege uma pauta de demandas e seleciona, de acordo com critérios, as prioridades que serão acolhidas pela Administração Municipal. (.,.)
A implementação do OP surgiu com a redemocratização e a promulgação da Constituição de 1988, quando foi estimulada a participação popular na definição de políticas governamentais, por intermédio da criação dos Conselhos Setoriais de Políticas Públicas como espaços de controle social. As mudanças constitucionais aliadas à vontade popular e política viabilizaram a implantação em Porto Alegre(RS), do Orçamento Participativo, em 1989 tendo a proposta de discussão pública do orçamento e dos recursos para investimento. Muitas prefeituras adotaram a participação popular baseando-se no modelo de Porto Alegre (RS) como é o caso de Paris e Saint-Denis (França), Rosário (Argentina), Montevidéu (Uruguai), Barcelona, A Coruña (Espanha), Toronto (Canadá), Bruxelas (Bélgica), Belém (Pará), Santo André (SP), Aracaju (Sergipe), Blumenau (SC), Recife (PE), Olinda (PE),  Belo Horizonte (MG)  Atibaia (SP), Guarulhos (SP) e Mundo Novo (MS).
Com diferentes metodologias em cada município em que o OP é executado, suas assembleias costumam ser realizadas em sub-regiões municipais, bairros ou distritos, em discussões temáticas e/ou territoriais, elegendo também delegados que representarão um tema ou território nas negociações com o governo.
Esses delegados formam um Conselho anual que além de dialogar diretamente com os representantes da prefeitura sobre a viabilidade de executar as obras aprovadas nas assembleias, também irão propor reformas nas regras de funcionamento do programa e definirão as prioridades para os investimentos, de acordo com critérios técnicos de carência de serviço público em cada área do município.

## Nascimento da ideia de orçamento participativo no Brasil
As experiências de gestão pública em que a participação popular recebeu tratamento privilegiado, especialmente no que se refere aos recursos públicos, e portanto aos orçamentos, no Brasil, começaram a desenvolver-se a partir da década de 1970. As experiências  citadas na maioria das publicações e pesquisas sobre o tema como tendo sido as pioneiras são as da Prefeitura de Boa Esperança no Espírito Santo), Piracicaba em São Paulo e a de Lages, no Estado de Santa Catarina, em que os prefeitos de então adotaram como estratégia de formulação orçamentária reuniões com a população, nos bairros, para ouvir diretamente dos interessados as suas necessidades.
Na década seguinte, dos anos 1980, o Brasil ingressou numa era chamada por diversos estudiosos de "participacionista", porque a participação popular passou a se converter não apenas numa forma prática de exercer a política, mas em uma "utopia" ou "bandeira" política, em si mesma. São exemplos de municípios com gestão democrática no Estado de São Paulo o de Penápolis, Bauru e São João da Boa Vista.
Este sentimento ganhou força, à medida que se acentuava a crise da ditadura militar, e em que a população crescentemente se mobilizava em favor de formas mais democráticas para o país. Assim, certos movimentos sociais, especialmente ligados às pastorais sociais da igreja católica, defendiam a "voz e vez" do povo, os políticos considerados "progressistas" defendiam a descentralização política, para "aproximar as decisões do povo", e quando assumiam os governos, procuravam favorecer formas descentralizadas de governo. A campanha "Diretas Já", clamando pelo direito da população eleger o Presidente da República, expressava fundamentalmente o sentimento da população de querer estar presente à cena política.
Com a posse do presidente José Sarney, em 1985, primeiro presidente civil, após o Golpe Militar de 1964, houve a convocação da "Constituinte", que, constituída após as eleições de 1986, incorporou ao seu regimento interno diversos mecanismos participativos para acolher as demandas dos cidadãos e levá-las à consideração dos deputados constituintes. O sentimento "participacionista" era suficientemente forte para mobilizar a constituição de um "Plenário Pró-Participação Popular na Constituinte" além de recolher abaixo-assinados de mais de 12 milhões de pessoas a propostas apresentadas aos constituintes para incorporação à Constituição Federal, cuja conclusão deu-se em 5 de outubro de 1988. A Constituição de 1988 incorporou o direito ao exercício direto da cidadania como um dos pressupostos do Estado Brasileiro, razão pela qual, são crescentes as inovações institucionais e legais tendo em vista ampliar o alcance da participação popular nas políticas públicas.

## O orçamento participativo no Brasil
Neste contexto, várias experiências de gestão participativa de planejamento e execução do orçamento público foram sendo testadas, em várias cidades, como Diadema (São Paulo) ou Vila Velha (Espírito Santo). Em ambos os casos, foram constituídos órgãos com a presença de moradores para discutir o uso do orçamento municipal. Normalmente, valorizavam-se as associações de moradores como órgãos legítimos de representação dos moradores, e deste modo, tais associações eram convidadas a integrar tais órgãos consultivos em que as prefeituras tomavam conhecimento das necessidades e demandas da população.

### No Rio Grande do Sul
A ideia do Orçamento Participativo no Rio Grande do Sul teve origem em Pelotas em 1983 com o prefeito Bernardo de Souza (PMDB), com a criação do programa Todo Poder Emana do Povo - um antecessor do Orçamento Participativo, que dava o direito ao cidadão de discutir e decidir sobre ações e obras a serem realizadas no município, principalmente no campo da educação. Nesse aspecto, buscou-se a "horizontalização das estruturas e das relações de poder, tanto na Secretaria de Educação como nas escolas, e a constituição de Conselhos Escolares, pelos quais se possibilitaria a participação da comunidade na gestão do processo educativo". A iniciativa foi um sucesso e acabou sendo adotada posteriormente por diversas cidades do país.
Já a experiência de orçamento participativo na capitais surgiu na cidade de Porto Alegre, capital do estado do Rio Grande do Sul, na gestão de Olívio Dutra, do Partido dos Trabalhadores (PT) seis anos depois, como resultado da pressão de movimentos populares por participar das decisões governamentais. Desde 1986, a UAMPA - União das Associações de Moradores de Porto Alegre, havia participado de discussões para o planejamento do orçamento municipal, ainda sob a liderança do prefeito Alceu Collares, do PDT. Entretanto, a diferença destes processos em relação ao Orçamento Participativo, que se implantou com a gestão do Partido dos Trabalhadores, é que foi criada uma metodologia por meio da qual cada cidadão que se fizesse presente às "Plenárias Regionais" podia votar sobre quais os tipos de necessidades o governo municipal deveria atender. Esta metodologia, na sua totalização dos votos, considerava a localização do voto, atribuindo pesos maiores às regiões da cidade, em função da carência da prestação dos serviços públicos, dentre outros critérios.
Depois de considerados os votos por áreas de investimento e aplicadas as fórmulas de ponderação dos votos, em função dos critérios aprovados anteriormente, então, elegiam-se delegados, por plenárias, para compor o Conselho do Orçamento Participativo (COP), onde se especificavam as obras que poderiam tornar viáveis o atendimento das destinações percentuais dos recursos por áreas da política pública (educação, saúde, transporte público, saneamento, moradia, etc.) e por regiões da cidade.
Este modelo de gestão, que existe em Porto Alegre desde 1989, ganhou reconhecimento da população, sendo-lhe atribuído parte da responsabilidade pela permanência do PT à frente da prefeitura de Porto Alegre durante dezesseis anos.

O processo de construção do Orçamento Participativo e dos Conselhos Municipais, com a efetiva e crescente participação da comunidade, transformou-se no elemento mais forte, mais rico e mais importante da Administração Popular em Porto Alegre. — Raul Pont
As gestões porto alegrenses "pós-petistas" mantêm o funcionamento do OP, com alterações em seu formato.
Em 1996 a Conferência de Istambul, Habitat II da ONU, ou Cúpula das Cidades, reconheceu o Orçamento Participativo como "Prática Bem Sucedida de Gestão Local". O Orçamento Participativo de Porto Alegre tornou-se uma referência para o mundo. A ONU considera a experiência como uma das 40 melhores práticas de gestão pública urbana no mundo. O Banco Mundial reconhece o processo de participação popular de Porto Alegre como exemplo bem-sucedido de ação conjunta entre Governo e sociedade civil. Representantes de prefeituras brasileiras e estrangeiras e estudiosos do mundo inteiro vão a Porto Alegre com o objetivo de conhecer seu OP.

### No Estado de São Paulo
Entre 1997 e 2000 havia, no Estado de São Paulo, 23 municípios com Orçamento Participativo, dos quais, pode-se citar Americana, Bernardino de Campos, Caçapava, Catanduva, Franca, Guarulhos, Itapecerica da Serra, Jaboticabal, Mauá. Mogi-Mirim,Bauru,  Santo André, São Carlos, e vários outros.
Orçamento Participativo com a Juventude em Guarulhos
O Orçamento Participativo da Juventude em Guarulhos é um espaço que pretende abordar as reflexões e ideias das organizações em geral, experiências, formas de debates e ações de transformação social e cultural propostas pela juventude. O objetivo é mobilizar a jovem que estudam ou não e que de alguma maneira fazem parte de movimentos, sejam eles sociais, culturais, acadêmicos, inclusive ONGs,  todos as regiões da cidade de Guarulhos. O objetivo é estabelecer novas práticas dentre a sociedade,juventude e o Governo, além de apoiar o debate sobre as situações e necessidades para viabilizar soluções conjuntas para solucionar as dificuldades encontradas de cada região. O Orçamento Participativo é uma organização na qual todos os cidadãos podem participar diretamente no processo de tomada de decisões, inclusive a Juventude. Os cidadãos numa democracia não têm apenas direitos, têm o dever de participar no sistema político que, por seu lado, protege os seus direitos e as suas liberdades.

## Outras experiências
Devido à longevidade e à importância adquirida por seus resultados, o Orçamento Participativo de Porto Alegre ganhou projeção nacional e internacional, gerando novos paradigmas da participação cidadã institucionalizada por governos municipais.
No Brasil, segundo pesquisa do Fórum Nacional de Participação Popular [ligação inativa], entre 2001 e 2004, 140 municípios brasileiros haviam iniciado experiências de Orçamento Participativo. Em países da Europa, calcula-se que esse número passasse de 50 municípios, no ano de 2005 From Porto Alegre to Europe: Potentials and Limitations of Participatory Budgeting.
Outras cidades latino-americanas, como Montevidéu, Caracas ou Buenos Aires, ou ainda países como o Peru, tem constituído suas formas de Orçamento Participativo, adaptando-as.
A prefeitura de Belo Horizonte inovou, ao adotar o Orçamento Participativo Digital, votação eletrônica onde qualquer cidadão pode opinar e votar nas obras de sua preferência através da internet. Durante a gestão de Marta Suplicy, entre os anos de 2001 e 2004, a Prefeitura de São Paulo, adotou o OP, com algumas outras inovações: o "Orçamento Participativo Criança", sistema diferenciado de participação em todas as escolas públicas municipais para demandas de investimentos em escolas e bairros, implementado no último ano; a facilidade para representação de delegados para nove coletivos sociais considerados vulneráveis (mulheres, negros, indígenas, pessoas sem moradia, GLBT, pessoas com deficiências, jovens, idosos, crianças e adolescentes); e cursos de formação para delegados, conselheiros e técnicos da prefeitura.
O orçamento participativo permite à população discutir orçamento e políticas públicas. Seu objetivo é assegurar participação direta na definição das prioridades para os investimentos públicos. Com isso, a decisão sobre os recursos municipais fica compartilhada entre os poderes Executivo e Legislativo e a população.

## Orçamento participativo em Portugal
Em Portugal, o orçamento participativo é atualmente adotado por mais de 100 autarquias, sendo o País com taxa mais elevada de orçamentos participativos implementados à escala local ao considerar a proporção entre número de municípios e processos em curso (cf. observatório nacional em: www.portugalparticipa.pt). Os orçamentos participativos portugueses são na maioria vinculativos, tendo havido uma primeira fase de difusão entre 2002 e 2007 com uma maioria de processos consultivos. Juntamente aos orçamentos participativos municipais, é de destacar a realização desses processos a nível de freguesia e a nível nacional. A este respeito, Portugal é o País pioneiro na realização dum orçamento participativo à escala nacional iniciado em 2016 e a concluir nos finais de 2017 (mais informação: www.opp.gov.pt).